# Winkler (Manitoba)
Winkler es una ciudad canadiense situada en la provincia de Manitoba.

## Superficie
Winkler tiene una superficie de 20,73 km².

## Demografía
En 2021, tenía 13 745 habitantes, una densidad poblacional de 663,1 hab./km², y 5239 viviendas.